# Guido Fanconi
Guido Fanconi (Poschiavo, 1 januari 1892 - aldaar 10 oktober 1979) was een Zwitserse kinderarts. Fanconi wordt beschouwd als een van de grondleggers van de moderne kindergeneeskunde. In 1911 begon hij zijn medische opleiding in Lausanne (Franstalig-Zwitserland), waarna hij in 1918 afstudeerde op de Universiteit Zürich. In 1920 startte hij zijn carrière bij de Kinderspitel, een kinderziekenhuis. In 1929 werd hij daar benoemd tot directeur en professor in de kindergeneeskunde. Onder zijn leiding werd het ziekenhuis een van de meest gerenommeerde kinderziekenhuizen in de wereld. Tevens zijn er verschillende medische aandoeningen vernoemd naar Fanconi, waaronder fanconi-anemie.
In 1945 startte hij een pediatrisch tijdschrift, genaamd Helvetica Paediatrica Acta, dat is uitgegroeid tot een internationaal gerenommeerd tijdschrift. Guido Fanconi stopte in 1965 met zijn voorzitterschap in de kindergeneeskunde, maar bleef actief tot aan zijn dood.